# Lochindorb
Il Lochindorb (in gaelico scozzese Loch nan Doirb, interpretato come "lago dei guai" o "lago delle sanguinerole") è un lago sito in Scozia, nella regione di Strathspey, nelle Highlands. Su un'isola al centro del lago si trovano le rovine del castello di Lochindorb.

## Geografia
Il lago è posto 6,5 miglia (10,5 km) a nord-ovest della cittadina di Grantown-on-Spey. È lungo circa 2 miglia (3,22 km) e largo 0,66 miglia (1,06 km), e si trova a circa 295 m s.l.m. Ha una profondità media di 4 m e massima di 17 m.
Il paesaggio circostante è brullo e spazzato dal vento, ed è una popolare meta locale per fare trekking e birdwatching.